# Hans Ludwig Bischof
Hans Ludwig Bischof (* 29. Juni 1930; † 15. Juli 2010) war ein deutscher Mediziner.

## Leben
Bischof promovierte 1954 an der Universität München. Im Anschluss begann er in der Psychiatrie des Bezirks Oberbayern zu arbeiten. Von 1983 bis 1995 war er Ärztlicher Direktor des Bezirksklinikums Gabersee (heute: Inn-Salzach-Klinikum). Unter seiner Leitung wurde das Therapieangebot ausgebaut und die Einrichtung entwickelte sich von einer Verwahranstalt zu einem psychiatrischen Krankenhaus zur Behandlung verschiedener Krankheitsbilder.
Nach seiner Habilitation wurde Bischof 1994 vom bayerischen Kultusminister Hans Zehetmair zum außerplanmäßigen Professor an der Universität München ernannt. Der Schwerpunkt seiner Forschungs- und Lehrtätigkeit lag auf dem Gebiet der forensischen Psychiatrie.